# Murviel-lès-Béziers
Murviel-lès-Béziers, en occitan Murvièlh (de Besièrs), est une commune française située dans le sud du département de l'Hérault, en région Occitanie.
Exposée à un climat méditerranéen, elle est drainée par l'Orb, le Rieutort, le Taurou, le ruisseau de Saint-Ouyres, le ruisseau de Saint-Pierre et par divers autres petits cours d'eau. La commune possède un patrimoine naturel remarquable composé d'une zone naturelle d'intérêt écologique, faunistique et floristique.
Murviel-lès-Béziers est une commune urbaine qui compte 3 038 habitants en 2022, après avoir connu une forte hausse de la population depuis 1975. Elle est dans l'unité urbaine de Murviel-lès-Béziers et fait partie de l'aire d'attraction de Béziers. Ses habitants sont appelés les Murviellois et Murvielloises.

## Géographie

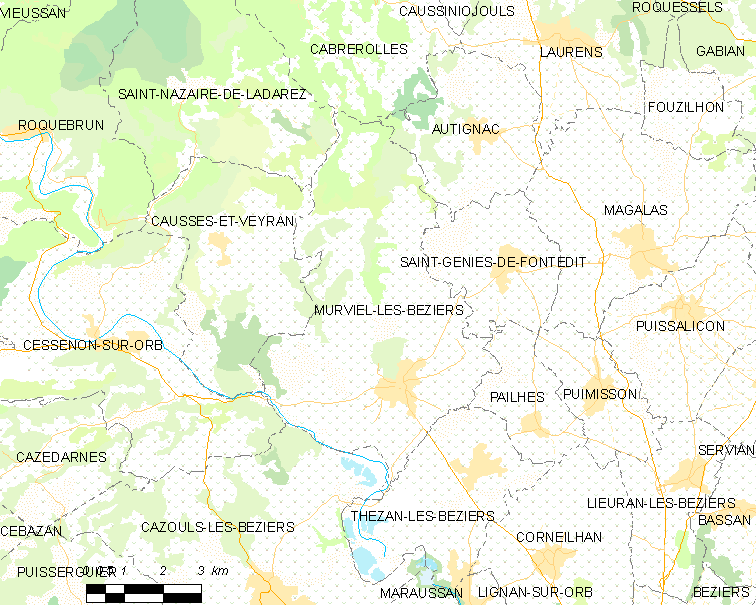
Carte

La commune se trouve à 15 km de Béziers dans la vallée de l'Orb. Elle est dominée par le Pech Bellet qui culmine à 157 m. Elle couvre 3 236 ha et s'étale sur la plaine ponctuée de pechs. Au nord, les collines plus élevées sont couvertes de garrigues entrecoupées de vignes.
| Saint-Nazaire-de-Ladarez | Cabrerolles         | Autignac                          |
| Causses-et-Veyran        | Murviel-lès-Béziers | Saint-Geniès-de-Fontedit, Pailhès |
| Cessenon-sur-Orb         | Cazouls-lès-Béziers | Thézan-lès-Béziers                |

### Hydrographie
L'Orb, le ruisseau de Pécan, le ruisseau de Valignères sont les principaux cours d'eau parcourant la commune.

### Climat
Pour des articles plus généraux, voir Climat de l'Occitanie et Climat de l'Hérault.
En 2010, le climat de la commune est de type climat méditerranéen franc, selon une étude s'appuyant sur une série de données couvrant la période 1971-2000. En 2020, Météo-France publie une typologie des climats de la France métropolitaine dans laquelle la commune est exposée à un climat méditerranéen et est dans la région climatique  Provence, Languedoc-Roussillon, caractérisée par une pluviométrie faible en été, un très bon ensoleillement (2 600 h/an), un été chaud (21,5 °C), un air très sec en été, sec en toutes saisons, des vents forts (fréquence de 40 à 50 % de vents > 5 m/s) et peu de brouillards.
Pour la période 1971-2000, la température annuelle moyenne est de 14,6 °C, avec une amplitude thermique annuelle de 16 °C. Le cumul annuel moyen de précipitations est de 666 mm, avec 5,6 jours de précipitations en janvier et 2,5 jours en juillet. Pour la période 1991-2020, la température moyenne annuelle observée sur la station météorologique installée sur la commune est de 15,1 °C et le cumul annuel moyen de précipitations est de 663,2 mm,. Pour l'avenir, les paramètres climatiques de la commune estimés pour 2050 selon différents scénarios d’émission de gaz à effet de serre sont consultables sur un site dédié publié par Météo-France en novembre 2022.
| Mois                                  | jan.          | fév.          | mars            | avril           | mai           | juin          | jui.           | août           | sep.           | oct.            | nov.            | déc.            | année     |
| ------------------------------------- | ------------- | ------------- | --------------- | --------------- | ------------- | ------------- | -------------- | -------------- | -------------- | --------------- | --------------- | --------------- | --------- |
| Température minimale moyenne (°C)     | 3,6           | 3,5           | 6,1             | 8,4             | 11,8          | 15,2          | 17,6           | 17,3           | 14,1           | 11,4            | 7,1             | 4,3             | 10        |
| Température moyenne (°C)              | 7,6           | 8             | 11              | 13,4            | 17,1          | 21,2          | 23,8           | 23,6           | 19,7           | 15,8            | 11,2            | 8,3             | 15,1      |
| Température maximale moyenne (°C)     | 11,6          | 12,5          | 15,9            | 18,5            | 22,4          | 27,1          | 30,1           | 29,9           | 25,3           | 20,3            | 15,2            | 12,2            | 20,1      |
| Record de froid (°C) date du record   | −7,3 19.01.17 | −8,5 09.02.12 | −7,4 02.03.05   | −1,2 14.04.1998 | 2,6 01.05.04  | 7 12.06.19    | 9,7 01.07.1991 | 8,9 30.08.1992 | 5,2 29.09.1993 | −0,6 31.10.1997 | −6,8 22.11.1998 | −8,2 30.12.1996 | −8,5 2012 |
| Record de chaleur (°C) date du record | 21 13.01.04   | 23,2 19.02.23 | 29,1 21.03.1990 | 32 08.04.11     | 35,1 29.05.01 | 42,9 28.06.19 | 38,8 15.07.22  | 41,6 23.08.23  | 37,3 04.09.16  | 32,4 01.10.1997 | 25,3 09.11.15   | 23,3 13.12.1998 | 42,9 2019 |
| Précipitations (mm)                   | 54,7          | 49,3          | 53,2            | 62,1            | 50,3          | 36,2          | 21,8           | 40             | 70,1           | 100,2           | 71,8            | 53,5            | 663,2     |

### Milieux naturels et biodiversité

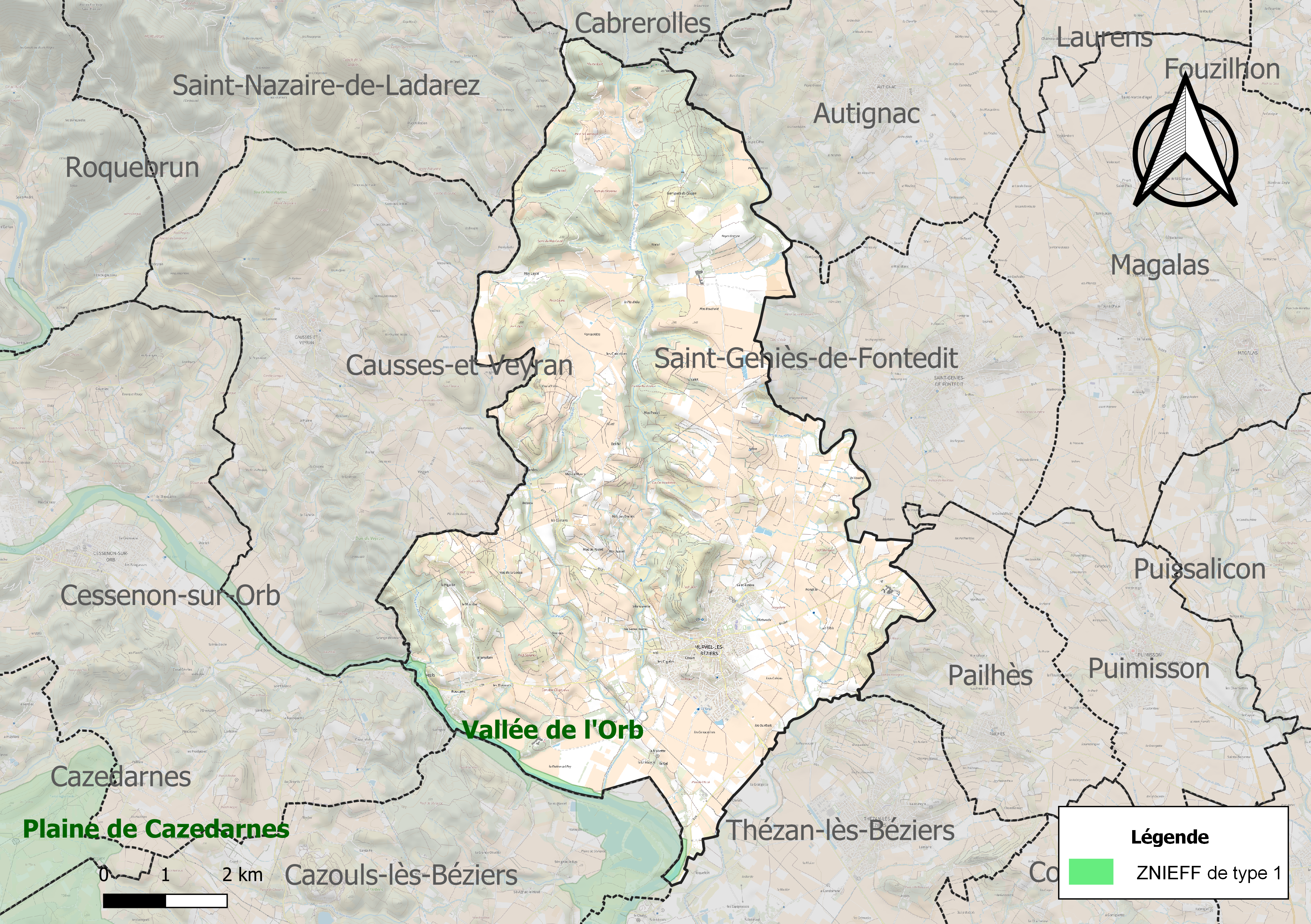
Carte de la ZNIEFF de type 1 localisée sur la commune.

L’inventaire des zones naturelles d'intérêt écologique, faunistique et floristique (ZNIEFF) a pour objectif de réaliser une couverture des zones les plus intéressantes sur le plan écologique, essentiellement dans la perspective d’améliorer la connaissance du patrimoine naturel national et de fournir aux différents décideurs un outil d’aide à la prise en compte de l’environnement dans l’aménagement du territoire.
Une ZNIEFF de type 1 est recensée sur la commune :
la « vallée de l'Orb » (634 ha), couvrant 8 communes du département.

## Urbanisme

### Typologie
Au 1er janvier 2024, Murviel-lès-Béziers est catégorisée petite ville, selon la nouvelle grille communale de densité à sept niveaux définie par l'Insee en 2022.
Elle appartient à l'unité urbaine de Murviel-lès-Béziers, une unité urbaine monocommunale constituant une ville isolée,. Par ailleurs la commune fait partie de l'aire d'attraction de Béziers, dont elle est une commune de la couronne,. Cette aire, qui regroupe 53 communes, est catégorisée dans les aires de 50 000 à moins de 200 000 habitants,.

### Occupation des sols
L'occupation des sols de la commune, telle qu'elle ressort de la base de données européenne d’occupation biophysique des sols Corine Land Cover (CLC), est marquée par l'importance des territoires agricoles (72,9 % en 2018), une proportion sensiblement équivalente à celle de 1990 (73,2 %). La répartition détaillée en 2018 est la suivante :
cultures permanentes (64,4 %), forêts (12,3 %), milieux à végétation arbustive et/ou herbacée (11 %), zones agricoles hétérogènes (8,5 %), zones urbanisées (3,9 %). L'évolution de l’occupation des sols de la commune et de ses infrastructures peut être observée sur les différentes représentations cartographiques du territoire : la carte de Cassini (XVIIIe siècle), la carte d'état-major (1820-1866) et les cartes ou photos aériennes de l'IGN pour la période actuelle (1950 à aujourd'hui).

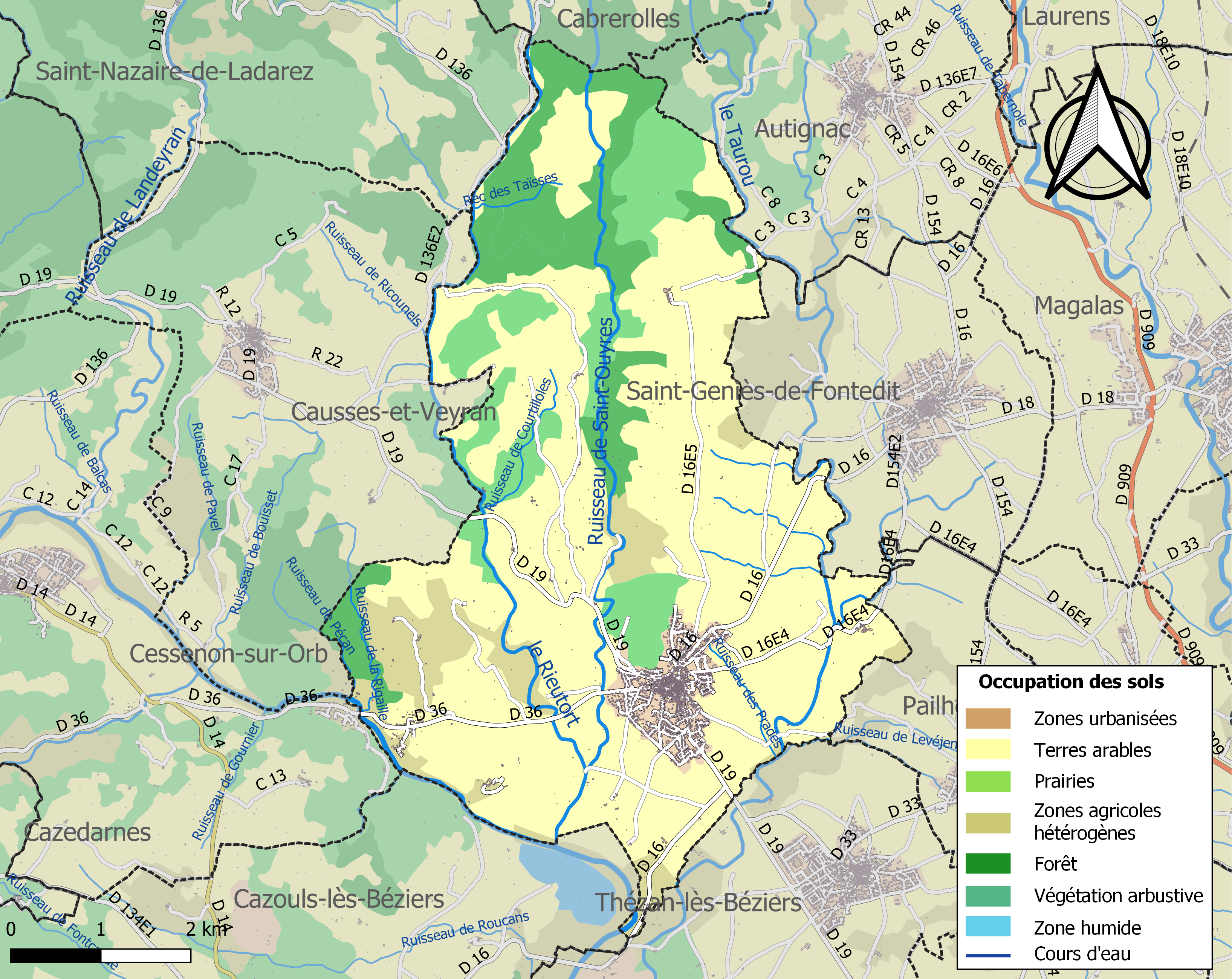
Carte des infrastructures et de l'occupation des sols de la commune en 2018 (CLC).

### Risques majeurs
Le territoire de la commune de Murviel-lès-Béziers est vulnérable à différents aléas naturels : météorologiques (tempête, orage, neige, grand froid, canicule ou sécheresse), inondations, feux de forêts et séisme (sismicité faible). Il est également exposé à deux risques technologiques, le transport de matières dangereuses et la rupture d'un barrage, et à un risque particulier : le risque de radon. Un site publié par le BRGM permet d'évaluer simplement et rapidement les risques d'un bien localisé soit par son adresse soit par le numéro de sa parcelle.

#### Risques naturels
Certaines parties du territoire communal sont susceptibles d’être affectées par le risque d’inondation par débordement de cours d'eau, notamment l'Orb, le Rieutort, le ruisseau de Saint-Ouyres et le Taurou. La commune a été reconnue en état de catastrophe naturelle au titre des dommages causés par les inondations et coulées de boue survenues en 1982, 1984, 1987, 1992, 1996 et 2019,.
Murviel-lès-Béziers est exposée au risque de feu de forêt. Un plan départemental de protection des forêts contre les incendies (PDPFCI) a été approuvé en juin 2013 et court jusqu'en 2022, où il doit être renouvelé. Les mesures individuelles de prévention contre les incendies sont précisées par deux arrêtés préfectoraux et s’appliquent dans les zones exposées aux incendies de forêt et à moins de 200 mètres de celles-ci. L’arrêté du 25 avril 2002 réglemente l'emploi du feu en interdisant notamment d’apporter du feu, de fumer et de jeter des mégots de cigarette dans les espaces sensibles et sur les voies qui les traversent sous peine de sanctions. L'arrêté du 11 mars 2013 rend le débroussaillement obligatoire, incombant au propriétaire ou ayant droit,.

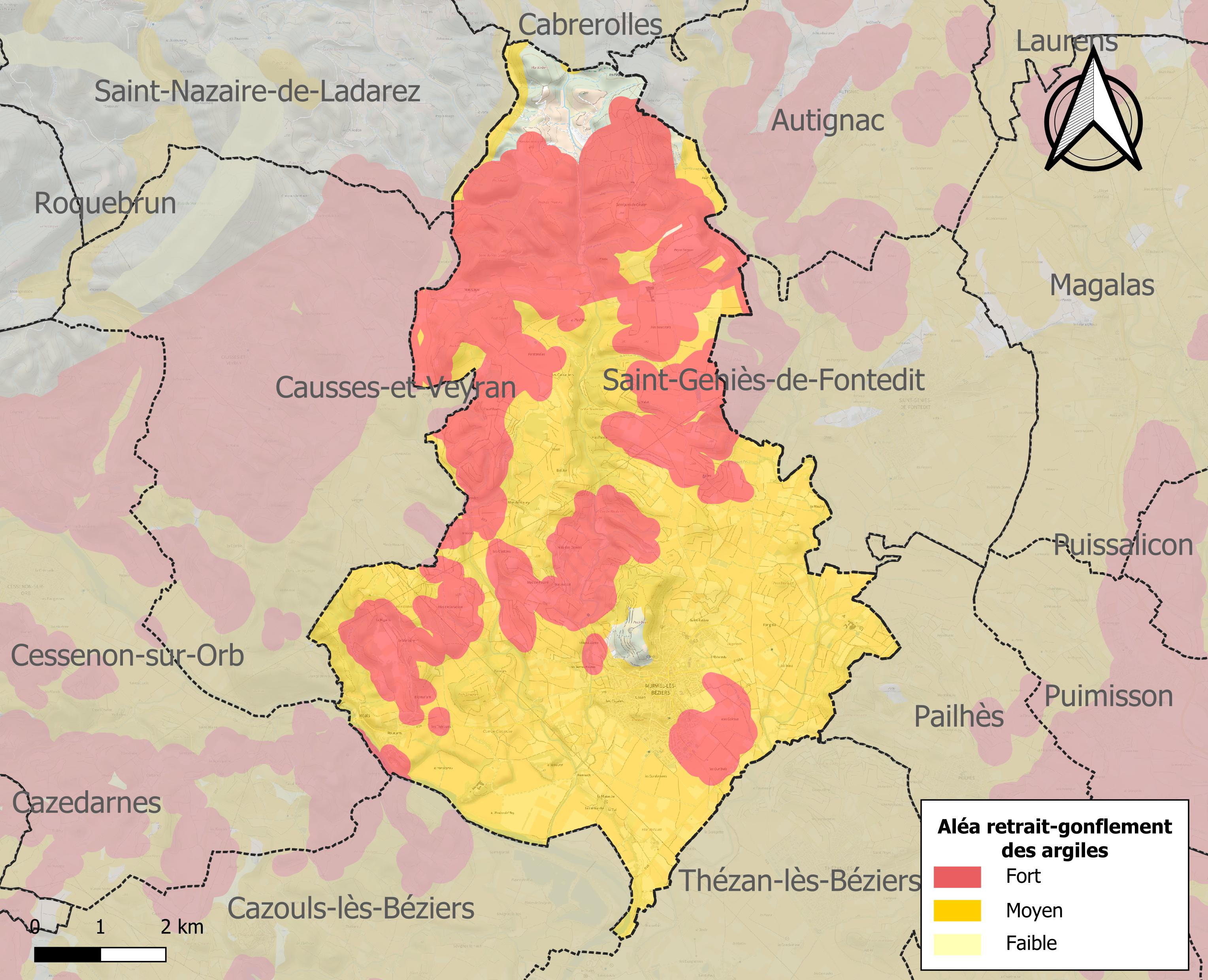
Carte des zones d'aléa retrait-gonflement des sols argileux de Murviel-lès-Béziers.

Le retrait-gonflement des sols argileux est susceptible d'engendrer des dommages importants aux bâtiments en cas d’alternance de périodes de sécheresse et de pluie. 96,2 % de la superficie communale est en aléa moyen ou fort (59,3 % au niveau départemental et 48,5 % au niveau national). Sur les 1 428 bâtiments dénombrés sur la commune en 2019, 1 428 sont en aléa moyen ou fort, soit 100 %, à comparer aux 85 % au niveau départemental et 54 % au niveau national. Une cartographie de l'exposition du territoire national au retrait gonflement des sols argileux est disponible sur le site du BRGM,.
Par ailleurs, afin de mieux appréhender le risque d’affaissement de terrain, l'inventaire national des cavités souterraines permet de localiser celles situées sur la commune.

#### Risques technologiques
Le risque de transport de matières dangereuses sur la commune est lié à sa traversée par des infrastructures routières ou ferroviaires importantes ou la présence d'une canalisation de transport d'hydrocarbures. Un accident se produisant sur de telles infrastructures est susceptible d’avoir des effets graves sur les biens, les personnes ou l'environnement, selon la nature du matériau transporté. Des dispositions d’urbanisme peuvent être préconisées en conséquence.
La commune est en outre située en aval du Barrage des monts d'Orb, un ouvrage de classe A sur l'Orb, mis en service en 1961 et disposant d'une retenue de 30,6 millions de mètres cubes. À ce titre elle est susceptible d’être touchée par l’onde de submersion consécutive à la rupture de cet ouvrage.

#### Risque particulier
Dans plusieurs parties du territoire national, le radon, accumulé dans certains logements ou autres locaux, peut constituer une source significative d’exposition de la population aux rayonnements ionisants. Certaines communes du département sont concernées par le risque radon à un niveau plus ou moins élevé. Selon la classification de 2018, la commune de Murviel-lès-Béziers est classée en zone 2, à savoir zone à potentiel radon faible mais sur lesquelles des facteurs géologiques particuliers peuvent faciliter le transfert du radon vers les bâtiments.

## Toponymie
Attestée sous les formes de Murovetulo en 1053, Murus Vetus en 1107, castrum Muriveteris en 1199, Muri veteris (XIIe-XIVe siècle), Merviel (XVIe-XVIIe siècle), Murviel en 1708, Murviel-lès-Béziers en 1955.
Le nom du village a comme prototype l'ancien occitan mur vièlh, apparaissant dans la scripta latine médiévale sous les formes des types Murovetulo ou Murus Vetus. Muro Vetulo apparaît la première fois dans les écrits en 1053 lorsque Matfred de Merviel assiste à un procès à Béziers, puis en 1107 dans le cartulaire de Gellone.
Par décret du 22 mars 1955, Murviel prend le nom de Murviel-lès-Béziers. 

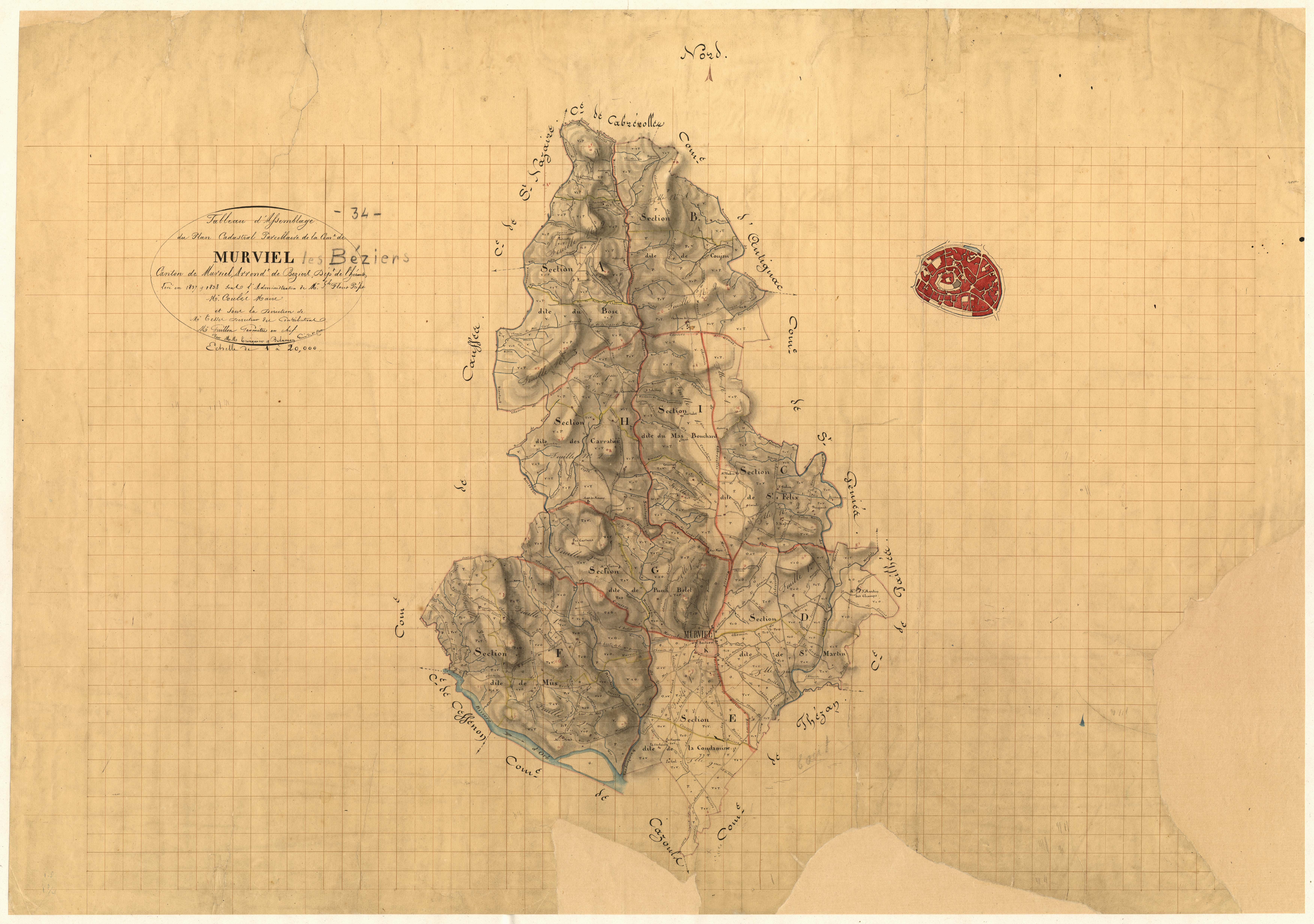
Cadastre napoléonien : tableau d'assemblage (1837).

## Histoire

### Préhistoire
Le premier âge du fer est très bien représenté : nous nous situons dans une zone particulièrement dynamique à cette époque (VIe-IVe siècle av. J.-C.) où l’on observe un développement marqué, un commerce florissant, et ensuite une structuration territoriale originale après la création de la ville de Béziers au début du VIe siècle av. J.-C. Cette richesse est perceptible au travers des découvertes, comme celle effectuée à Coujan, où des fragments de vases retrouvés en surface ont permis d’identifier une nécropole à incinération du 1er âge du fer (VIIe siècle av. J.-C.). Ce type de tombes se rattache à un groupe de population, clairement reconnu entre l’Aude et l’Hérault, le peuple des Élisyques, mentionné par Hécatée de Milet et Hérodote entre 500 et 450 av. J.-C..
Cette découverte démontre l’ancienneté de l’occupation du site. En outre, dans le mot Taurou (rivière qui serpente à Coujan), on retrouve le radical hydronomique, taur- dans Taur, Thau, étang lagunaire près de Sète. Tauronis, Taurou est un nom celte ou ibère, pré-romain.

### Antiquité et Moyen Âge
Jusqu'à la Révolution, les "de Merviel", gouvernèrent le bourg et tinrent un grand rôle dans les affaires de la province. Anoblis très tôt, ils furent constamment membres des États du Languedoc. Dès le XIIIe siècle, la population gagnait son indépendance et obtenait de nombreuses libertés concédées par le seigneur. À la même époque, celui-ci perdit ses biens, confisqués par Simon de Montfort. Il les récupéra 50 ans plus tard. Pendant la même période, à plusieurs reprises, la population fut frappée d'excommunication.

## Politique et administration
| Période       | Période      | Identité                       | Étiquette | Qualité                                                                                    |
| ------------- | ------------ | ------------------------------ | --------- | ------------------------------------------------------------------------------------------ |
| 1792          | 1793         | Jean Delcelier                 |           |                                                                                            |
| 1793          | 1793         | Gabriel Balmes                 |           |                                                                                            |
| 1793          | 1796         | Louis Caïrol                   |           |                                                                                            |
| 1796          | 1798         | Simon Delcelier                |           |                                                                                            |
| 1798          | 1800         | Denis Guibert                  |           |                                                                                            |
| 1800          | 1800         | Daniel Crousilhac              |           |                                                                                            |
| 1800          | 1816         | Jean Laurès                    |           |                                                                                            |
| 1816          | 1818         | Joseph d'Abbes                 |           |                                                                                            |
| 1818          | 1830         | Jean Raimond Mourgues          |           |                                                                                            |
| 1830          | 1831         | Etienne Baptiste Pellissier    |           |                                                                                            |
| 1831          | 1832         | Georges Griffes                |           | Adjoint remplace le Maire décédé                                                           |
| 1832          | 1837         | Jean Clément Pellissier        |           |                                                                                            |
| 1837          | 1840         | Barthélémy Auguste Coulès      |           |                                                                                            |
| 1840          | 1842         | Jean Clément Pellissier        |           |                                                                                            |
| 1842          | 1843         | Sébastien Mounis               |           |                                                                                            |
| 1843          | 1848         | Barthélémy Auguste Coulès      |           |                                                                                            |
| 1848          | 1852         | Jean Baptiste François Guibert |           |                                                                                            |
| 1852          | 1857         | Sébastien Mounis               |           |                                                                                            |
| 1857          | 1861         | Jean Raymond Jules Mourgue     |           |                                                                                            |
| 1861          | 1870         | Marie François Sahuc de Mus    |           |                                                                                            |
| 1870          | 1871         | François Jean Laurès           |           |                                                                                            |
| 1871          | 1878         | Félicien Carratier             |           |                                                                                            |
| 1878          | 1881         | François Laurès                |           |                                                                                            |
| 1881          | 1896         | Pierre Armand Guy              |           |                                                                                            |
| 1896          | 1908         | Jean Laurent Fabre             |           |                                                                                            |
| 1908          | 1912         | Jean Pierre Victorien Guy      |           |                                                                                            |
| 1912          | 1916         | Pierre Turc                    |           |                                                                                            |
| 1916          | 1919         | Pierre Barral                  |           | Adjoint remplace le Maire mobilisé                                                         |
| 1919          | 1944         | Germain David                  |           |                                                                                            |
| 1944          | 1947         | Lucien Rul                     |           | Président du Comité Local de Libération. Elu Maire le 13 mai 1945.                         |
| 1947          | 1967         | Emilien Rey                    |           |                                                                                            |
| 1967          | 1974         | Alfred Laur                    | PCF       |                                                                                            |
| 1974          | 1992         | Jean Guy                       |           |                                                                                            |
| 1992          | octobre 1998 | Jean Durandeu                  | PCF       |                                                                                            |
| novembre 1998 | mai 2020     | Norbert Etienne                | PCF       | Retraité de l'enseignement Conseiller général du canton de Murviel-lès-Béziers (1998-2015) |
| mai 2020      | En cours     | Sylvain Hager                  | DVG       |                                                                                            |

## Démographie
L'évolution du nombre d'habitants est connue à travers les recensements de la population effectués dans la commune depuis 1793. Pour les communes de moins de 10 000 habitants, une enquête de recensement portant sur toute la population est réalisée tous les cinq ans, les populations de référence des années intermédiaires étant quant à elles estimées par interpolation ou extrapolation. Pour la commune, le premier recensement exhaustif entrant dans le cadre du nouveau dispositif a été réalisé en 2007.

En 2022, la commune comptait 3 038 habitants, en évolution de −0,43 % par rapport à 2016 (Hérault : +7,49 %, France hors Mayotte : +2,11 %).
| 1793  | 1800  | 1806  | 1821  | 1831  | 1836  | 1841  | 1846  | 1851  |
| ----- | ----- | ----- | ----- | ----- | ----- | ----- | ----- | ----- |
| 1 364 | 1 451 | 1 626 | 1 386 | 1 435 | 1 738 | 1 595 | 1 574 | 1 601 |

| 1856  | 1861  | 1866  | 1872  | 1876  | 1881  | 1886  | 1891  | 1896  |
| ----- | ----- | ----- | ----- | ----- | ----- | ----- | ----- | ----- |
| 1 629 | 1 712 | 1 732 | 1 680 | 1 980 | 1 986 | 1 900 | 2 034 | 2 250 |

| 1901  | 1906  | 1911  | 1921  | 1926  | 1931  | 1936  | 1946  | 1954  |
| ----- | ----- | ----- | ----- | ----- | ----- | ----- | ----- | ----- |
| 2 494 | 2 456 | 2 375 | 2 190 | 2 251 | 2 352 | 2 122 | 2 106 | 2 021 |

| 1962  | 1968  | 1975  | 1982  | 1990  | 1999  | 2006  | 2007  | 2012  |
| ----- | ----- | ----- | ----- | ----- | ----- | ----- | ----- | ----- |
| 2 025 | 2 023 | 1 871 | 1 949 | 2 264 | 2 392 | 2 639 | 2 674 | 2 927 |

| 2017  | 2022  | - | - | - | - | - | - | - |
| ----- | ----- | - | - | - | - | - | - | - |
| 3 075 | 3 038 | - | - | - | - | - | - | - |

## Économie

### Revenus
En 2018, la commune compte 1 322 ménages fiscaux, regroupant 3 059 personnes. La médiane du revenu disponible par unité de consommation est de 19 310 € (20 330 € dans le département). 38 % des ménages fiscaux sont imposés (45,8 % dans le département).

### Emploi
|                | 2008   | 2013   | 2018   |
| -------------- | ------ | ------ | ------ |
| Commune        | 9,4 %  | 11,7 % | 12,7 % |
| Département    | 10,1 % | 11,9 % | 12 %   |
| France entière | 8,3 %  | 10 %   | 10 %   |

En 2018, la population âgée de 15 à 64 ans s'élève à 1 829 personnes, parmi lesquelles on compte 74,8 % d'actifs (62,1 % ayant un emploi et 12,7 % de chômeurs) et 25,2 % d'inactifs,. En 2018, le taux de chômage communal (au sens du recensement) des 15-64 ans est supérieur à celui de la France et du département, alors qu'il était inférieur à celui du département en 2008.
La commune fait partie de la couronne de l'aire d'attraction de Béziers, du fait qu'au moins 15 % des actifs travaillent dans le pôle,. Elle compte 632 emplois en 2018, contre 653 en 2013 et 640 en 2008. Le nombre d'actifs ayant un emploi résidant dans la commune est de 1 152, soit un indicateur de concentration d'emploi de 54,9 % et un taux d'activité parmi les 15 ans ou plus de 55 %.
Sur ces 1 152 actifs de 15 ans ou plus ayant un emploi, 330 travaillent dans la commune, soit 29 % des habitants. Pour se rendre au travail, 85,6 % des habitants utilisent un véhicule personnel ou de fonction à quatre roues, 2,5 % les transports en commun, 6,3 % s'y rendent en deux-roues, à vélo ou à pied et 5,5 % n'ont pas besoin de transport (travail au domicile).

### Activités hors agriculture

#### Secteurs d'activités
252 établissements sont implantés à Murviel-lès-Béziers au 31 décembre 2019. Le tableau ci-dessous en détaille le nombre par secteur d'activité et compare les ratios avec ceux du département,.
| Secteur d'activité                                                                                        | Commune | Commune | Département |
| Secteur d'activité                                                                                        | Nombre  | %       | %           |
| --- | ------- | ------- | ----------- |
| Ensemble                                                                                                  | 252     | 100 %   | (100 %)     |
| Industrie manufacturière, industries extractives et autres                                                | 18      | 7,1 %   | (6,7 %)     |
| Construction                                                                                              | 53      | 21 %    | (14,1 %)    |
| Commerce de gros et de détail, transports, hébergement et restauration                                    | 69      | 27,4 %  | (28 %)      |
| Information et communication                                                                              | 6       | 2,4 %   | (3,3 %)     |
| Activités financières et d'assurance                                                                      | 7       | 2,8 %   | (3,2 %)     |
| Activités immobilières                                                                                    | 10      | 4 %     | (5,3 %)     |
| Activités spécialisées, scientifiques et techniques et activités de services administratifs et de soutien | 34      | 13,5 %  | (17,1 %)    |
| Administration publique, enseignement, santé humaine et action sociale                                    | 30      | 11,9 %  | (14,2 %)    |
| Autres activités de services                                                                              | 25      | 9,9 %   | (8,1 %)     |

Le secteur du commerce de gros et de détail, des transports, de l'hébergement et de la restauration est prépondérant sur la commune puisqu'il représente 27,4 % du nombre total d'établissements de la commune (69 sur les 252 entreprises implantées à Murviel-lès-Béziers), contre 28 % au niveau départemental.

#### Entreprises et commerces
Les six entreprises ayant leur siège social sur le territoire communal qui génèrent le plus de chiffre d'affaires en 2022 sont :
- Diatech, analyses, essais et inspections techniques (556 k€)
- SARL Cot Et Fils, activités de soutien aux cultures (258 k€)
- Moulin Des Cinq Rameaux, commerce d'alimentation générale (179 k€)
- SASU Guilhem Gayraud, conseil en systèmes et logiciels informatiques (175 k€)
- FD, débits de boissons (168 k€)
- Vanilusso, Commerce de détail, de vanille et café haut de gamme vente au particulier et professionnelle. (105 k€)

### Agriculture
La commune est dans le « Soubergues », une petite région agricole occupant le nord-est du département de l'Hérault. En 2020, l'orientation technico-économique de l'agriculture  sur la commune est la viticulture.
|               | 1988  | 2000  | 2010  | 2020  |
| ------------- | ----- | ----- | ----- | ----- |
| Exploitations | 221   | 153   | 101   | 80    |
| SAU (ha)      | 1 930 | 1 567 | 1 338 | 1 354 |

Le nombre d'exploitations agricoles en activité et ayant leur siège dans la commune est passé de 221 lors du recensement agricole de 1988  à 153 en 2000 puis à 101 en 2010 et enfin à 80 en 2020, soit une baisse de 64 % en 32 ans. Le même mouvement est observé à l'échelle du département qui a perdu pendant cette période 67 % de ses exploitations,. La surface agricole utilisée sur la commune a également diminué, passant de 1930 ha en 1988 à 1354 ha en 2020. Parallèlement la surface agricole utilisée moyenne par exploitation a augmenté, passant de 9 à 17 ha.

## Culture locale et patrimoine

### Lieux et monuments
Murviel est un village construit sur le plan d'une circulade.

### Château féodal
Les textes mentionnant le château sont rares. Il occupe une position dominante au sommet d'un pech. Peu d'éléments anciens sont présents, il reste surtout les caractères d'une demeure noble de l'époque moderne. Le bâti mériterait d'être daté par des spécialistes. La complexité géométrique de l'ensemble castral indique qu'il a été remanié ou reconstruit plusieurs fois. Le vocable castrum sous-entend une occupation militaire solide. Situé en contrebas, au sud du pech Belet, culminant sur un second promontoire, l'édifice domine la plaine de l'Orb. L'ensemble castral actuel prend la vague forme d'un carré. Aux XIIIe et XIVe siècles (Guerre de 100 ans, invasion du Prince Noir), des murs clos étaient la garantie d'une survie possible. Le tracé actuel du village, par la direction des rues, donne la direction approximative des murs de clôture. Deux ou trois enceintes devaient ceinturer le site.
Le château en était le centre militaire et politique. On peut formuler l'hypothèse que l'ensemble des murs d'enceinte avait un développement spiralé.
La partie la plus ancienne correspond à la partie qui ferme le côté nord de la cour : la base d'anciennes latrines est visible sur le mur ouest du bâtiment dont l'appareil semble ancien. Le château semble alors presque carré. Les remaniements les plus importants (transformations des façades…) semblent être réalisés aux XVIIe et XVIIIe siècles. L'aile sud qui ferme la cour et notamment le bâtiment au-dessus de la porte d'accès semble dater du XVIIe siècle : seule une porte surmontée d'une arc brisé est conservée (à côté du porche). Le château fut vendu par les descendants d'Ursule Spinola en 1806 en cinq lots. En 1850, la municipalité en achète une partie ("la maison de ville" était située rue Chavernac à côté de la place aux Herbes). Vers 1861, s'y installent la mairie, la justice de paix et les écoles communales. Au XVIIIe siècle, les fenêtres de cette partie XVIIe siècle sont transformées. En 1887, une horloge est placée dans un clocheton surmontant le toit. En 1902, la porte actuelle de la mairie est percée : les socles des piédroits des colonnes sont en pierre de Laurens, le reste en pierre de Beaucaire dite"marquise blanche, les marches du perron en pierre de Faugères. La création de la terrasse a fait déplacer l'entrée de l'église. Il reste seulement une partie de son portail d'origine sur le mur de l'église. Monument aux morts, sculpté par Sudre (prix de Rome) datant de 1923 (la grille est de 1925) la statue du soldat est en bronze, le socle en marbre de Laurens.

Depuis la Terrasse, s’étend un magnifique panorama dominant la plaine de l'Orb, les pigeonniers, le château de Mus, de nombreux villages, les avant-monts des Cévennes. Par temps clair, vue sur le Canigou situé à 120 km.

### Égliseparoissiale Saint-Jean-Baptisteou Église Saint-Jean
L'édifice a été inscrit au titre des monuments historiques en 2006.

### Chapelle de Coujan
Saint Étienne est le premier martyr, tué à Jérusalem, fêté le 26 décembre et le 3 août (découverte des restes de son corps).

Les églises étant sous le patronage de saint Étienne sont particulièrement anciennes. En effet, les églises entraient la plupart du temps sous le patronage de saints à la mode au moment de la construction. Certaines encore furent rebaptisées au fil des temps. Le nom de saint Étienne et la permanence de celui-ci dans le temps, indique bien l’ancienneté de cette chapelle, ainsi qu’une cohérence politique et socio-économique à Coujan.

La chapelle de Coujan subit des dégâts importants pendant les guerres de religion. Les Huguenots pillent l’église de Coujan entre 1565 et 1578. L’évêque Clément de Bonzy vient en visite le 17 septembre 1623, l’église est réparée entre 1634 et 1640. En 1640 (A.D. 34 G 623), un prix-fait pour divers travaux (réfection d’arcs, de murs, réparation du toit…) est passé avec Michel, maître-maçon à Murviel ; en 1693 (A.D. 34 G 622) c’est un autre maître maçon de Murviel, Gély qui restaure une nouvelle fois l’église.

Elle est fortement remaniée et semble reconstruite au XVIIe siècle : des devis de grosses réparations sont conservés pour les années 1640 et 1693. Elle possède encore quelques éléments qui témoignent de l’ancienneté du bâti : une baie géminée, une fenêtre Renaissance et des ouvertures datables des XVIIe et XVIIIe siècles.

### Château de Mus
- Chapelle Saint-Pierre de Mus.

### Autres
- Château de Saint-Martin-des-Champs (D 16e) Une église Saint-Martin-des-Champs est mentionnée dans une transaction passée entre les habitants et le seigneur de Murviel au XIe siècle. Elle apparaît dans le recensement des églises de Béziers en 1760 comme prieuré. Les pèlerins y faisaient halte sur le chemin de Compostelle. L'édifice du culte a disparu et ne subsiste que le domaine dont la maison de maître a été transformée à la fin du XIXe siècle. Le domaine a été divisé en deux lots : le château est aujourd'hui un hôtel-restaurant, la cave est toujours en activité. La maison de maître, flanquée de deux tours, possède un avant-corps surmonté d'un fronton pourvu d'une horloge. Parmi les dépendances : un moulin, une éolienne et un pigeonnier sur dépendance[réf. nécessaire].
- Ferme les Carratiers (D 19) D'après le cadastre de 1838, il s'agissait d'une métairie. Le morcellement des constructions et leurs tailles réduites montrent que plusieurs exploitants se partageaient des bâtiments dont certains existaient dès le XVIIe siècle : un corps de bâtiment possède encore des portes en arc plein cintre et deux dates portées en témoignent (1640 et 1661). La tour servant de pigeonnier, située contre la façade de la maison de maître apparaît sur le cadastre de 1838. La cave et la maison de maître ont été construits dans la 2e moitié du XIXe siècle. À voir : porte à imposte, décor de porte, encadrements en calcaire, génoise et porte de cave sur mur pignon[réf. nécessaire].
- Domaine Galtier (Mas Maury) (D 19) Mas typiquement languedocien avec son four à pain et sa tour carrée servant de pigeonnier[réf. nécessaire].

## Galerie

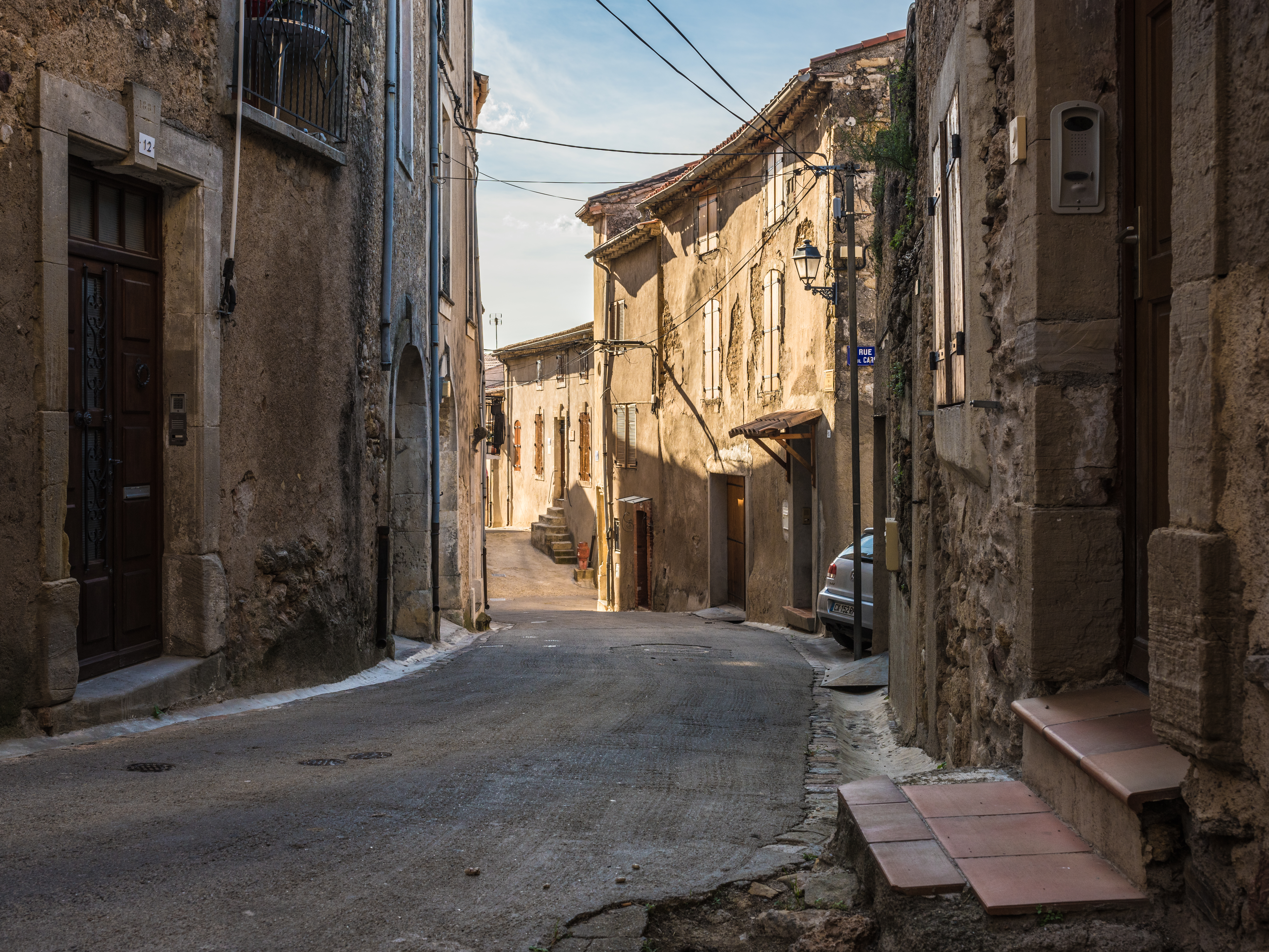
Rue Paul-Cuny.
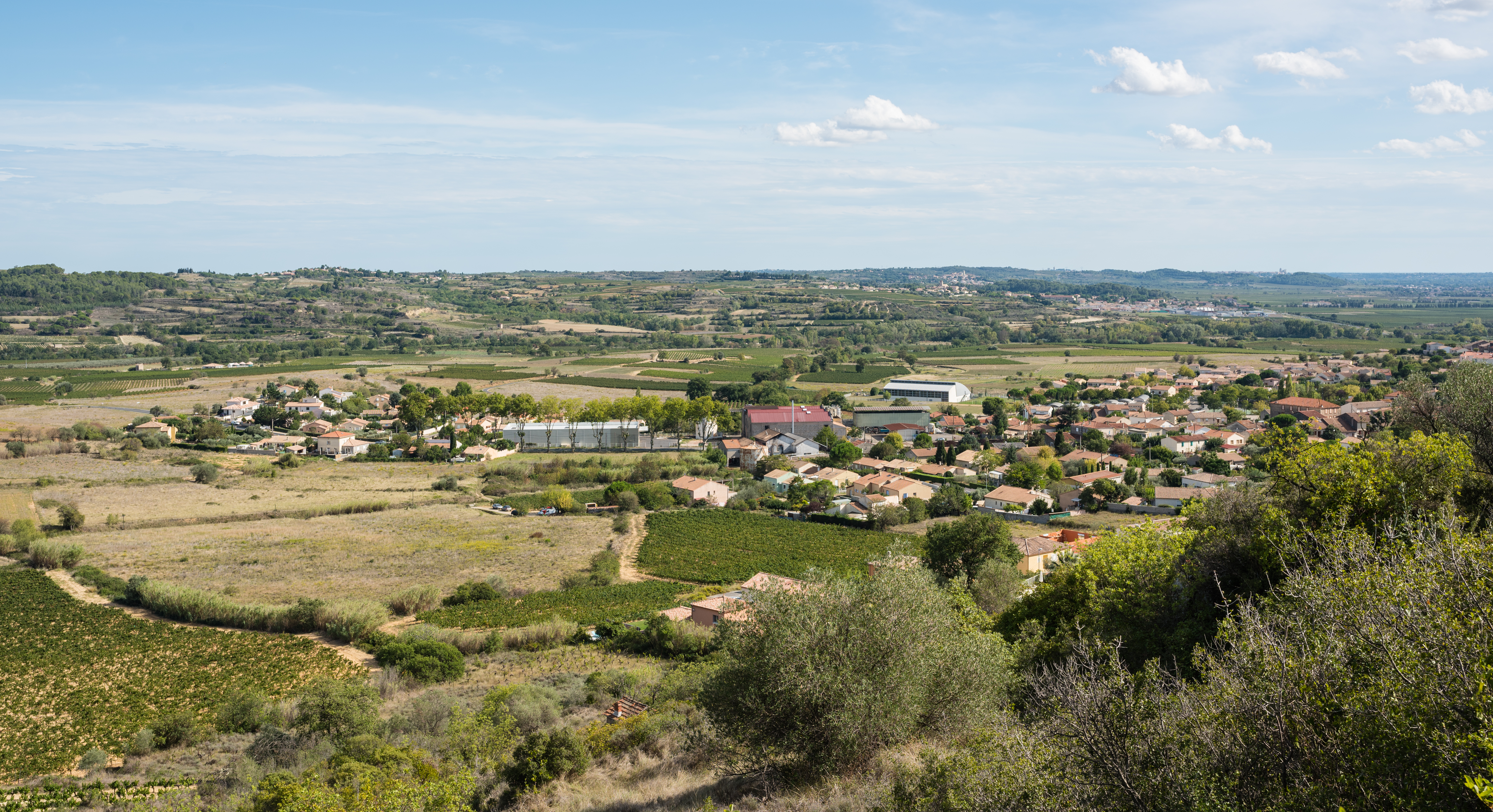
Une partie du village.

### Personnalités liées à la commune
- Apollonie Pelissier (mariée le 11 avril 1831 à Charles Antoine Catherine Eugène Cure, né le 13 juin 1803 à Autignac, décédé le 3 novembre 1848 à Béziers), en religion "Mère Saint Jean" (née le 3 février 1809 à Murviel-lès-Béziers - † le 5 mars 1869 à Béziers) : Première supérieure générale et cofondatrice avec le Père Jean Gailhac, de la Congrégation des Religieuses du Sacré-Cœur de Marie[réf. nécessaire].
- Marc Granouilhac, résistant déporté au camp de concentration de Lieberose, ou Liro (Arbeitslager Lieberose), près de Sachsenhausen, en Allemagne[32][source insuffisante].

### Héraldique
|  | Les armoiries de Murviel-lès-Béziers se blasonnent ainsi : d'azur au château de cinq tours, celle du centre plus haute et couverte, celles de dextre surmontées des lettres capitales MUR et celles de senestre des lettres capitales VIEL, le château soutenu d'une burelle alésée accompagnée en pointe de trois barres également alésées, le tout d'argent. |